# Hermann Grapow

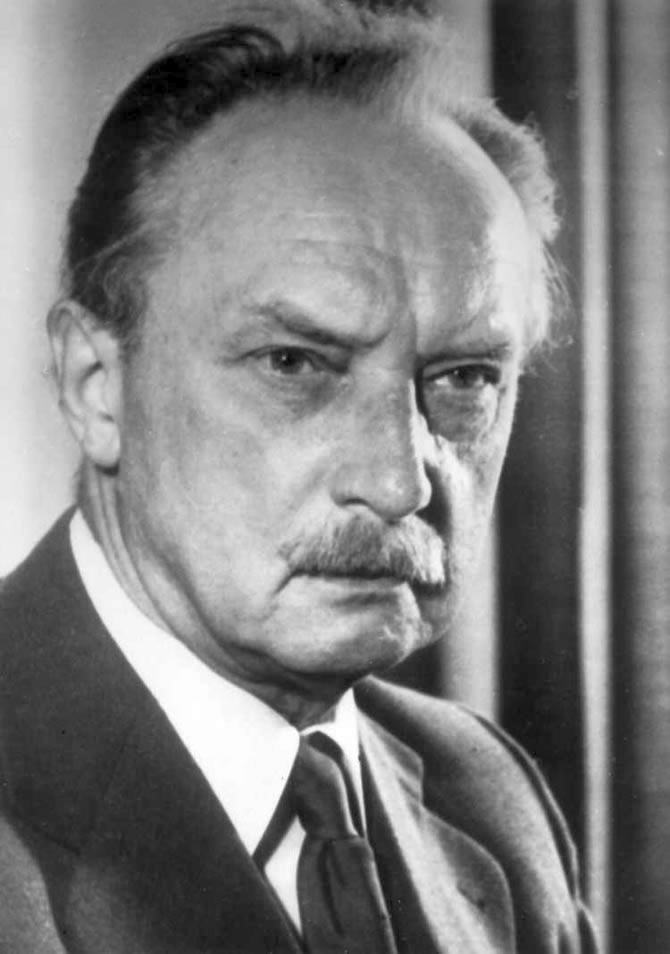
Hermann Grapow

Hermann Grapow (* 1. September 1885 in Rostock; † 24. August 1967 in Berlin) war ein deutscher Ägyptologe. Fachlich ein hervorragender Vertreter des philologischen Zweiges des Faches, der unter anderem große Verdienste um die Erstellung des Wörterbuches der ägyptischen Sprache hatte, war er politisch stark in dem Unrechtsstaat der deutschen Nationalsozialisten verstrickt und nutzte die Gelegenheit, frei werdende Positionen und Kapazitäten von vertriebenen Wissenschaftlern zu besetzen. Trotz der tiefen Verstrickung konnte er seine wissenschaftliche Karriere nach 1945 in der DDR erfolgreich fortsetzen.

## Leben
Schon als Schüler am Berliner Lessing-Gymnasium begann Grapow, angeregt durch Georg Steindorffs Blütezeit des Pharaonenreichs Ägyptisch zu lernen, indem er Adolf Ermans Ägyptisches Glossar abschrieb. 1905 wurde er Adolf Erman vorgestellt und immatrikulierte sich im Jahr darauf an der Berliner Universität für Ägyptologie. 1912 wurde Grapow dort mit einer Dissertation über Das 17. Kapitel des ägyptischen Totenbuches und seine religionsgeschichtliche Bedeutung promoviert. Seit 1907 war er Hilfskraft in Ermans Projekt eines Wörterbuches der ägyptischen Sprache und für das Sichten und Sortieren der rund 1,4 Millionen Belegzettel verantwortlich. Gemeinsam mit Wolja Erichsen war er wichtigster Mitarbeiter am zweiten Band des Werkes.
Die Berliner Akademie berief ihn 1922 zum wissenschaftlichen Beamten. 1928 wurde er auf Ermans Einfluss hin zum Honorarprofessor an der Berliner Universität ernannt und hielt hier seit 1929 hier neben Kurt Sethe Lehrveranstaltungen ab. Für das Jahr 1932/33 wurde ihm das Reisestipendium des Deutschen Archäologischen Instituts zugesprochen. Nach Sethes Tod im Jahre 1934 übernahm er zunächst stellvertretend die Leitung des ägyptologischen Seminars. Am 5. Juni 1937 beantragte er die Aufnahme in die NSDAP und wurde rückwirkend zum 1. Mai desselben Jahres aufgenommen (Mitgliedsnummer 4.154.026). 1938 wurde er zum ordentlichen Professor ernannt. Am 8. Juni 1938 erfolgte die Ernennung durch die Preußische Akademie der Wissenschaften zum Ordentlichen Mitglied und kommissarischen Sekretär der Philosophisch-historischen Klasse. Von 1943 bis 1945 war er Vizepräsident der Akademie. Im Sommer 1940 wurde er zum Dekan der Philosophischen Fakultät und im Frühjahr 1943 zum Prorektor der Berliner Universität berufen. In seiner im Sommer 1945 verfassten Liste über das politische Wirken deutscher Ägyptologen in der NS-Zeit führte Georg Steindorff Grapow an der Spitze der in das NS-Regime verstrickten Ägyptologen. Er bezeichnete ihn als Fundamentalist und Erznazi. Grapow soll laut Steindorff Personen schon wegen Nichtigkeiten wie der Nichtnutzung des Hitlergrußes denunziert haben. Zu seinen Opfern soll Hans Wolfgang Müller gehören, allerdings ist nur die Denunziation, nicht aber der Denunziant aktenkundig geworden. Zudem nutzte er seine guten Kontakte zum Reichsbildungs- und Forschungsminister Bernhard Rust, um den belgischen Ägyptologen Jean Capart zu verfolgen. Damit sollte nicht zuletzt das einzige internationale Zentrum der Ägyptologie, das mit dem Ruf Berlins mithalten konnte, geschwächt werden. Grapow nutzte die politischen Umstände, um in einem vergleichsweise hohen Alter eine bedeutende Karriere zu machen. Engster Mitarbeiter war der charakterlich ähnlich gelagerte Alfred Hermann.
Trotz seiner Verstrickungen konnte Grapow seine Karriere nach dem Krieg in der DDR fortsetzen. Er selbst rechtfertigte sich, indem er die dem NS-System eigenen Grabenkämpfe, an denen er beteiligt war, als Widerstand gegen das System umdeutete. 1947 gründete er gemeinsam mit Richard Hartmann und Diedrich Westermann das Institut für Orientforschung an der Berliner Akademie und wurde 1956 als Nachfolger von Richard Hartmann zu dessen Direktor ernannt. 1953 und 1959 erhielt er den Nationalpreis der DDR. Nach dem Zweiten Weltkrieg arbeitete Grapow weiter an der Vollendung des Wörterbuches der Ägyptischen Sprache. Nach dessen Erscheinen widmete er sich altägyptischen Texten medizinischen Inhalts. Sechs Jahre nach seinem Tode erschien 1973 der neunte und letzte Band des von ihm initiierten Grundrisses der Medizin der alten Ägypter.

## Schriften (Auswahl)
- mit Adolf Erman: Aegyptisches Handwörterbuch. Berlin 1921.
- Wörterbuch der ägyptischen Sprache. (7 Bände), Berlin 1925 ff.
- Studien zu den Annalen Thutmosis des Dritten und zu ihnen verwandten historischen Berichten des Neuen Reiches. Abhandlungen der Deutschen Akademie der Wissenschaften zu Berlin. Philosophisch-Historische Klasse. Jahrgang 1947 Nr. 2. Akademie-Verlag Berlin 1949.
- Anatomie und Physiologie. Berlin 1954.
- Kranker, Krankheiten und Arzt. Vom gesunden und kranken Ägypter, von den Krankheiten, vom Arzt und von der ärztlichen Tätigkeit. Berlin 1956.
- Die medizinischen Texte in hieroglyphischer Umschreibung autographiert. Berlin 1958.
- mit Hildegard von Deines: Wörterbuch der ägyptischen Drogennamen. Berlin 1959.
- Wie die alten Ägypter sich anredeten, wie sie sich grüssten und wie sie miteinander sprachen. Berlin 1960.